# Carson Palmer
Carson H. Palmer (Fresno, California; 27 de diciembre de 1979) es un exjugador de fútbol americano que jugó en la posición de quarterback para los Cincinnati Bengals de la NFL y fue cambiado a los Oakland Raiders el 18 de octubre de 2011. Asistió a la Universidad del sur de California, donde ganó el Heisman Trophy en el 2002, es su última temporada. Fue seleccionado por los Bengals con la primera selección global del Draft 2003, firmó un contrato por 9 años, por $118.75 millones de dólares. Después de siete temporadas con los Cincinnati Bengals fue transferido a los Oakland Raiders, actualmente juega para los Arizona Cardinals, equipo al que fue transferido en el 2013.
Carson Palmer tiene un hermano menor, Jordan Palmer, quien fue quarterback en UTEP, y fue seleccionado en el Draft 2007 por los Washington Redskins. Pero firmó con los Bengals después de haber sido cortado por los Redskins el 30 de enero de 2008.

## Primeros años
Es sus primeros años, fue a la preparatoria Santa Margarita Catholic High School en Rancho Santa Margarita, Orange County, California. Ahí también fue jugador de baloncesto, pero finalmente se decidió por el fútbol americano.

## Carrera Universitaria

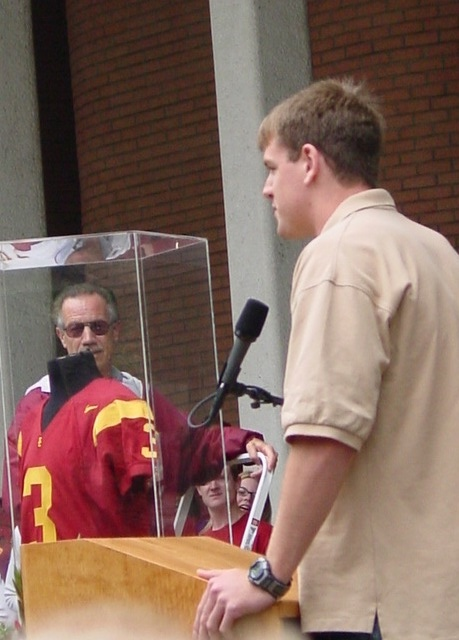
Palmer y su jersey retirado en USC.

Carson Palmer llegó a la Universidad del Sur de California (USC) en 1998, e inmediatamente compitió por el puesto titular de quarterback con Mike Van Raaphorst. Van Raaphorst ganó, pero debido a su mal juego, Palmer se convirtió en el titular, en el noveno juego de la temporada, convirtiéndose en el segundo novato en ser quarterback titular en los USC Trojans.
Después de tres temporadas regulares en USC, tuvo una gran última temporada como sénior, gracias a la ayuda de su coordinador ofensivo Norm Chow, quien fue capaz de sacar los mejor de Carson Palmer, lo cual le permitió ganar el Heisman Trophy, siendo el quinto Trojan, en ganar el premio, uniéndose a Mike Garrett (1965), O.J. Simpson (1968), Charles White (1979) y Marcus Allen (1981), Fue el primero quarterback en ganar el premio, pero Matt Leinart también los ganó en el 2004.
Carson Palmer completó 309 de 489 pases para 3942 yardas y 33 touchdowns con solo 10 intercepciones en su última temporada en el 2002, y llevó a los Trojans a una impresiónate victoria, por marcador de 38-17 contra la Universidad de Iowa en el Orange Bowl. Sus pases completados, yardas y touchdowns fueron todos, récord de temporada en USC. El 30 de noviembre contra Notre Dame, Palmer tuvo 425 yardas, y llevó a su equipo a 610 yardas totales de ofensiva, Las más obtenidas contra Notre Dame en la historia. Palmer terminó su carrera colegial, como el líder de todos los tiempos de la conferencia Pac-10, en yardas pasadas (11,818), pases completos (927), con 72 pases de touchdown, un récord de USC, que fue roto por Matt Leinart con 99 pases de touchdown.

## Carrera profesional
Carson Palmer fue la primera selección global, del Draft 2003, por los Cincinnati Bengals.

### 2003 temporada de novato
Carson Palmer no jugó ni un solo juego durante su temporada de novato; el quarterback veterano Jon Kitna, lideró a los Bengals durante la temporada 2003. Por su gran labor, Jon Kitna fue nombra NFL Jugador que regresó del año. Palmer, con la ayuda de Kitna, vio y aprendió mucho durante los juegos y las prácticas.
Aunque los Bengals terminaron con récord de 8-8, fue su primera temporada no perdedora desde 1996, Jon Kitna sabía que el equipo era de Carson Palmer para el 2004. Bengals estaban muy satisfechos con Carson, y sabían que tenían un quarterback muy bueno para el futuro.

### Temporada 2004
Aunque Carson Palmer sufría de dolores, paso 2,897 yardas y 18 touchdowns con 18 intercepciones en 13 juegos, los Bengals nuevamente tuvieron récord de 8-8. Su juego agrado mucho a los fanes y al equipo. Una de sus mejores actuaciones fue en diciembre contra los Baltimore Ravens. Baltimore iba ganando 20-3 en el último cuarto, pero Palmer llevó a su equipo a tres touchdowns para llevar la ventaja 24-23, después de que los Raves retomaron la ventaja con un gol de campo, Palmer llevó a su equipo 60 yardas en 8 jugadas, para ganar con un gol de campo de Shayne Graham. Palmer acabó el juego con 29 de 36 (80.6%) pases completos para 381 yardas y 3 touchdowns, en el último cuarto completó 10 de 13 pases para 200 yardas con 3 touchdowns. Contra los Cleveland Browns en una victoria por 58-48, Palmer tiro 4 touchdowns por primera vez en su carrera.

### Temporada 2005
En el 2005, Palmer tuvo una gran temporada, llevó a los Bengals a un récord 11-5, consiguiendo el título de la división AFC North, su primero desde 1990. 
Carson Palmer fue el primer quarterback de los Bengals, en tener un índice de pasador mayor a 100 puntos, fue líder de la NFL en porcentaje de pases completos, y obtuvo el récord de los Bengals, al obtener 32 pases de touchdown, líder de la NFL en esa temporada. Sus 3,836 yardas fueron la cuarta mejor marca de la liga.
Carson Palmer fue una de los cinco Bengals en ir al Pro Bowl 2006, los otros fueron Willie Anderson, Shayne Graham, Chad Johnson y Deltha O'Neal, Hubiese sido la primera aparición de Palmer en un Pro Bowl, sin embargo no pudo jugar debido a una fuerte lesión en la rodilla, sufrida durante el juego de comodines de la AFC contra los Pittsburgh Steelers, apenas en la segunda jugada ofensiva de su equipo, cuando lanzó un pase de 66 yardas para Chris Henry, Kimo von Oelhoffen se lanzó sobre la rodilla izquierda de Palmer, doblándola en una extraña manera. La resonancia magnética reveló, que los ligamentos cruzados, el cartílago y el ménisque estaban dañados. 
Carson Palmer tuvo que ser operado el 10 de enero del 2006 en Houston, Texas por el Doctor Lonnie Paulos. Paulos dijo que el daño era muy grande, y que también tenía la rótula dislocada, dijo que la lesión era "devastadora y podría terminar su carrera". Luego Palmer dijo que el doctor Lonnie Paulos solo quería salir en los periódicos, y prometió estar en el primer juego de la temporada contra Kansas City.
Antes de la temporada 2006, la NFL modificó el reglamento, para proteger a los quartebacks, de que sufran lesiones similares a la de Palmer, prohibiendo los golpes bajos.

### Temporada 2006
Palmer acabó jugando todos los 16 juegos. No estaba totalmente cómodo con la rodilla reparada hasta la novena semana contra los San Diego Chargers, cuando lanzó 440 yardas, la mayor en su carrera. A pesar de la lesión tuvo más de 4,000 yardas por primera vez en su carrera, terminó con un récord de franquicia 4,035 yardas y 28 touchdowns, con solo 13 intercepciones y un índice de pasador de 93.9. También fue al Pro Bowl por segunda vez consecutiva. Fue nombrado el MVP (Jugador más Valioso) de juego, completó 8 de 17 pases para 190 yardas y 2 touchdowns, uno para su compañero de equipo Chad Johnson. Sin embargo su equipo acabó con récord de 8-8, y no fue a los playoffs. 
Después de ser el MVP de Pro Bowl, dijo "Es un gran honor y esto muy emocionado, y me siento muy bendecido de estar aquí. Pero mi objetivo es estar en un Super Bowl, y ganarlo, ahí esta mi pensamiento, y después de esta semana muy voy a volver a enfocar en ello." Durante la postemporada, tuvo entrenamientos, no solo con Chad Johnson (con quien usualmente lo hace), sino también con sus receptores T.J. Houshmandzadeh y Tab Perry. También dijo que se siente muy bien con sus rodillas.

### Temporada 2007
En el primer juego de la temporada contra los Baltimore Ravens, Palmer lanzó 20 de 32 pases con 194 yardas y 2 touchdowns, ganando 27-20. Su siguiente juego tuvo 33 pases completos para 401 yardas y un récord de franquicia 6 pases de touchdown, contra los Cleveland Browns, pero con todo y su gran actuación, su equipo perdió el juego 51-45. En la derrota contra los Seattle Seahawks, por 21-24, Palmer tiro 27 de 43 pases para 342 yardas y 1 touchdown, pero con 2 intercepciones.
Para la semana 8, Palmer y los Bengals estaban sufriendo, con récord de apenas 2-5, y había tirado 9 intercepciones, las más para un quarterback en la AFC. Sin embargo, tenía buenos números, cuarto en la NFL en yardas, y quinto en touchdowns, con un índice de pasador por encima de los 90 puntos.
La mala suerte de los Bengals continuo a lo largo de la temporada, con una derrota en la semana 15 contra los San Francisco 49ers, aseguró que terminaran con un récord perdedor, por primera vez desde la llegada de Palmer. En ese juego, Palmer tiro su touchdown número 100 de su carrera. 
Terminó la temporada con 376 pases completos para 4,131 yardas y 26 touchdowns, con 20 intercepciones, el mayor número de su carrera, pero también sus 376 pases completos y sus 4,131 yardas son un récord de franquicia.

## Estadísticas
Todas las estadísticas y logros son cortesía de la NFL, Cincinnati Bengals, Oakland Raiders, Arizona Cardinals y Pro-Football.

### Temporada regular
| Temporada | Equipo  | Juegos | Registro (V-D) | Pases | Pases | Pases | Pases  | Pases | Pases | Pases | Pases | Pases  | Acarreos | Acarreos | Acarreos | Acarreos | Acarreos | Capturas | Capturas | Fumbles | Fumbles |
| Temporada | Equipo  | Juegos | Registro (V-D) | Comp  | Att   | Pct   | Yds    | YPA   | Lg    | TD    | Int   | Índice | Att      | Yds      | Prom     | Lg       | TD       | Cap      | Yds      | Fum     | Perd    |
| --------- | ------- | ------ | -------------- | ----- | ----- | ----- | ------ | ----- | ----- | ----- | ----- | ------ | -------- | -------- | -------- | -------- | -------- | -------- | -------- | ------- | ------- |
| 2004      | CIN     | 13     | 6-7-0          | 263   | 432   | 60.9  | 2,897  | 6.7   | 76    | 18    | 18    | 77.3   | 18       | 47       | 2.6      | 14       | 1        | 25       | 178      | 2       | 2       |
| 2005      | CIN     | 16     | 11-5-0         | 345   | 509   | 67.8  | 3,836  | 7.5   | 70    | 32    | 12    | 101.1  | 34       | 41       | 1.2      | 14       | 1        | 19       | 105      | 5       | 2       |
| 2006      | CIN     | 16     | 8-8-0          | 324   | 520   | 62.3  | 4,035  | 7.8   | 74    | 28    | 13    | 93.9   | 26       | 37       | 1.4      | 11       | 0        | 36       | 233      | 15      | 7       |
| 2007      | CIN     | 16     | 7-9-0          | 373   | 575   | 64.9  | 4,131  | 7.2   | 70    | 26    | 20    | 86.7   | 24       | 10       | 0.4      | 10       | 0        | 17       | 119      | 5       | 1       |
| 2008      | CIN     | 4      | 0-4-0          | 75    | 129   | 58.1  | 731    | 5.7   | 36    | 3     | 4     | 69.0   | 6        | 38       | 6.3      | 15       | 0        | 11       | 67       | 2       | 0       |
| 2009      | CIN     | 16     | 10-6-0         | 282   | 466   | 60.5  | 3,094  | 6.6   | 73    | 21    | 13    | 83.6   | 39       | 93       | 2.4      | 15       | 3        | 26       | 213      | 6       | 2       |
| 2010      | CIN     | 16     | 4-12-0         | 362   | 586   | 61.8  | 3,970  | 6.8   | 78    | 26    | 20    | 82.4   | 32       | 50       | 1.6      | 9        | 0        | 26       | 201      | 7       | 3       |
| 2011      | OAK     | 10     | 4-5-0          | 199   | 328   | 60.7  | 2,753  | 8.4   | 78    | 13    | 16    | 80.5   | 16       | 20       | 1.3      | 10       | 1        | 17       | 119      | 2       | 1       |
| 2012      | OAK     | 15     | 4-11-0         | 345   | 565   | 61.1  | 4,018  | 7.1   | 64    | 22    | 14    | 85.3   | 18       | 36       | 2.0      | 9        | 1        | 26       | 199      | 7       | 5       |
| 2013      | ARI     | 16     | 10-6-0         | 362   | 572   | 63.3  | 4,274  | 7.5   | 91    | 24    | 22    | 83.9   | 27       | 3        | 0.1      | 10       | 0        | 41       | 289      | 6       | 3       |
| 2014      | ARI     | 6      | 6-0-0          | 141   | 224   | 62.9  | 1,626  | 7.3   | 80    | 11    | 3     | 95.6   | 8        | 25       | 3.1      | 12       | 0        | 9        | 59       | 3       | 1       |
| 2015      | ARI     | 16     | 13-3-0         | 342   | 537   | 63.7  | 4,671  | 8.7   | 68    | 35    | 11    | 104.6  | 25       | 24       | 1.0      | 12       | 1        | 25       | 151      | 6       | 2       |
| 2016      | ARI     | 15     | 6-8-1          | 364   | 597   | 61.0  | 4233   | 7.1   | 80    | 26    | 14    | 87.2   | 14       | 38       | 2.7      | 16       | 0        | 40       | 281      | 14      | 4       |
| 2017      | ARI     | 7      | 3-4-0          | 164   | 267   | 61.4  | 1,978  | 7.4   | 46    | 9     | 7     | 84.4   | 14       | 12       | 0.9      | 4        | 0        | 22       | 150      | 2       | 0       |
| Carrera   | Carrera | 182    | 92-88-1        | 3,941 | 6,307 | 62.5  | 46,247 | 7.3   | 91    | 294   | 187   | 87.9   | 301      | 474      | 1.6      | 16       | 8        | 340      | 2,364    | 82      | 33      |

### Playoffs
| Temporada | Equipo  | Juegos | Registro (V-D) | Pases | Pases | Pases | Pases | Pases | Pases | Pases | Pases | Pases  | Acarreos | Acarreos | Acarreos | Acarreos | Acarreos | Capturas | Capturas | Fumbles | Fumbles |
| Temporada | Equipo  | Juegos | Registro (V-D) | Comp  | Att   | Pct   | Yds   | YPA   | Lg    | TD    | Int   | Índice | Att      | Yds      | Prom     | Lg       | TD       | Cap      | Yds      | Fum     | Perd    |
| --------- | ------- | ------ | -------------- | ----- | ----- | ----- | ----- | ----- | ----- | ----- | ----- | ------ | -------- | -------- | -------- | -------- | -------- | -------- | -------- | ------- | ------- |
| 2005      | CIN     | 1      | 0-1            | 1     | 1     | 100.0 | 66    | 66.0  | 66    | 0     | 0     | 118.7  | 0        | 0        | 0.0      | 0        | 0        | 0        | 0        | 0       | 0       |
| 2009      | CIN     | 1      | 0-1            | 18    | 36    | 50.0  | 146   | 4.1   | 19    | 1     | 1     | 58.3   | 1        | 2        | 2.0      | 2        | 0        | 3        | 36       | 1       | 0       |
| 2015      | ARI     | 2      | 1-1            | 48    | 81    | 59.3  | 584   | 7.2   | 75    | 3     | 6     | 87.3   | 0        | 0        | 0.0      | 0        | 0        | 6        | 29       | 3       | 2       |
| Carrera   | Carrera | 4      | 1-3            | 67    | 118   | 56.8  | 796   | 6.7   | 75    | 5     | 7     | 83.9   | 1        | 2        | 2.0      | 2        | 0        | 9        | 65       | 4       | 2       |

## Récords de los Bengals
- Más pases completos en una temporada (373)
- Más pases de touchdown en una temporada (32)
- Más yardas pasadas en una temporada (4,131)
- Más pases de touchdown en un juego (6)
- Índice de pasador más alto de su carrera (90.1)
- Índice de pasador más alto en una temporada (101.1)

## Vida personal
Palmer se casó con Shaelyn Fernandes, quien conoció en USC, donde jugaba fútbol soccer, en la postemporada viven en Laguna Beach, California.
Su hermano Jordan Palmer juega con él, en los Bengals.